# Erasmus Lueger

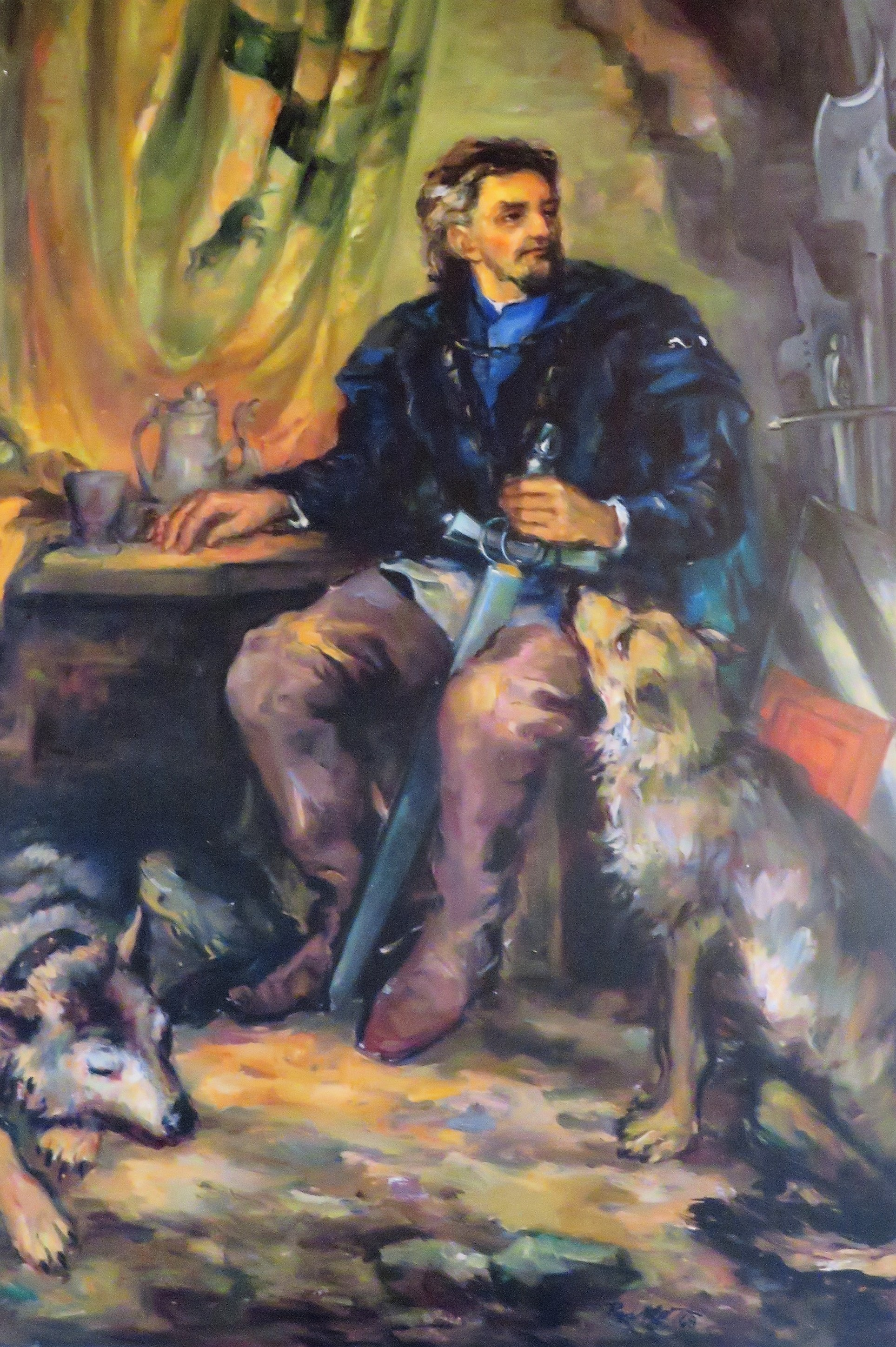
Erasmus von Predjama, zeitgenössische Darstellung im Schloss von Predjama, Slowenien

Wappen des Adelsgeschlechts von Lienz und zum Lueg

Erasmus Lueger (auch Erasmus von Lueg[g]; slowenisch Erazem Predjamski; * um 1420; † 16. Dezember 1483 in Predjama) war ein Adliger des Herzogtums Krain und Burggraf der Höhlenburg Predjama. Später wurde er bekannt als Raubritter. 

## Leben
Erasmus Lueger stammte aus der Adelsfamilie der Burggrafen von Lienz und Lueg und war der älteste der vier Söhne des Burggrafen Niklas Lueger aus dessen Ehe mit Margarethe Steiner. Erasmus heiratete Katharina von Ungnad, sie hatten keine Nachkommen. 

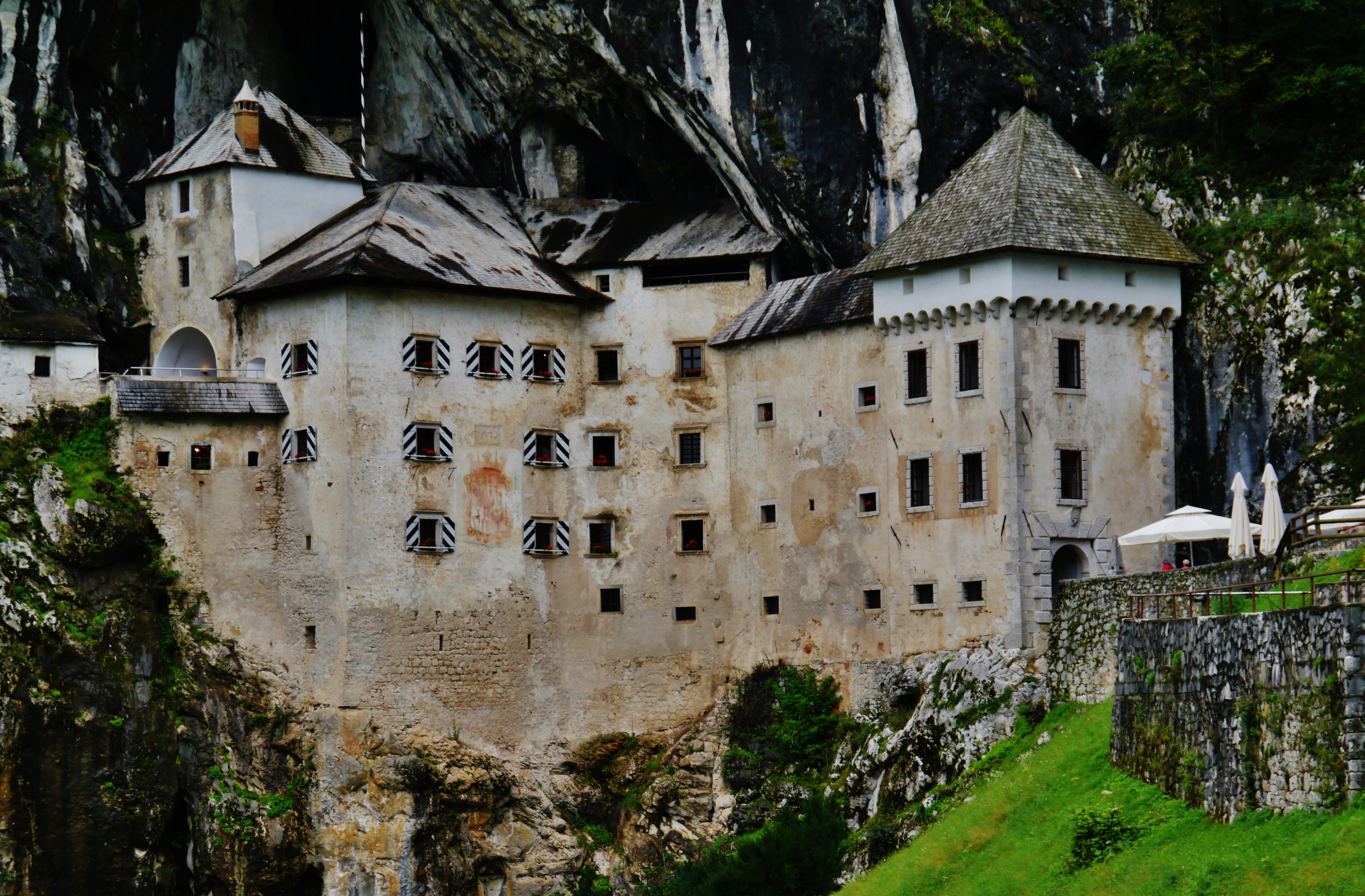
Höhlenburg Predjama

Erasmus Lueger war Burggraf von Lienz und befand sich im Dienst von Kaiser Friedrich III. Nachdem sein enger Freund Andreas Baumkircher von Wippach am 23. April 1471 durch Heinrich von Pappenheim verhaftet und zum Tode verurteilt sowie am gleichen Tag durch Enthauptung hingerichtet worden war, erschlug Erasmus Heinrich von Pappenheim. Da dieser ein Verwandter des römisch-deutschen Kaisers Friedrich III. war, floh Erasmus auf seine Burg Predjama in Slowenien, um seiner Bestrafung zu entgehen. Er schlug sich auf die Seite des ungarischen Königs Matthias Corvinus, als dieser gegen den Kaiser Krieg führte. Während der einjährigen Belagerung seiner Burg wurde er 1483 durch eine Kanonenkugel getötet. Angeblich wurde er von seinem Diener verraten, der den Belagerern unter der Führung des Gouverneurs von Triest, Gašpar Wolfgang Ravbar durch Schwenken einer Kerze mitteilte, zu welchem Zeitpunkt sich der Burgherr Erasmus auf dem Abort befinden würde.

## Begräbnisstätte
Die Familie des Erasmus Lueger wurde früher in der Pfarrkirche in Lienz bestattet.

## Film
- Wilde Schlösser – Predjama. Dokumentarfilm, Deutschland, 2017, 42:54 Min., Buch und Regie: Michael R. Gärtner, Produktion: taglicht media, arte, ZDF, Reihe: Wilde Schlösser, Erstsendung: 2. November 2017 bei arte, Inhaltsangabe von ARD.